# Pierre Moussette
Pierre Constantin Moussette (Parigi, 8 settembre 1861 – Parigi, 7 febbraio 1932) è stato un velista francese.

## Carriera
Partecipò ai giochi della II Olimpiade di Parigi nel 1900 a bordo di Marsouin, con cui arrivò sesto nella gara olimpica della classe da tre a dieci tonnellate. Prese parte anche alla gara di classe aperta ma non la completò.